# Jannik Huth
Jannik Huth (Bad Kreuznach, 1994. április 15. –) német labdarúgó, aki jelenleg az FSV Mainz játékosa.

## Pályafutása
Szülővárosa környéki csapatokban kezdte el a labdarúgást, az SG Guldental és a Hassia Bingen csapataiban. 2007-ben a Mainz akadémiájához került, ahol végig járta a korosztályos csapatokat. 2014. október 5-én a Holstein Kiel ellen debütált a 3. ligában, ez volt második tartalék csapatos mérkőzése.
2015 augusztus végén meghívott kapott a német U21-es labdarúgó-válogatottba, ahol Odiszéasz Vlahodímosz tartalékjaként a kispadon szerepelt.

## Statisztika
(2016. március 3. szerint)
| Klub         | Szezon   | Bajnokság | Bajnokság | Kupa  | Kupa | Európa | Európa | Összesen | Összesen | Összesen |
| Klub         | Szezon   | Meccs     | Gól       | Meccs | Gól  | Meccs  | Gól    | Meccs    | Gól      |          |
| ------------ | -------- | --------- | --------- | ----- | ---- | ------ | ------ | -------- | -------- | -------- |
| FSV Mainz II |          |           |           |       |      |        |        |          |          |          |
| 2013–14      | 1        | 0         | 0         | 0     | 0    | 0      | 1      | 0        |          |          |
| 2014–15      | 15       | 0         | 0         | 0     | 0    | 0      | 15     | 0        |          |          |
| 2015–16      | 25       | 0         | 0         | 0     | 0    | 0      | 25     | 0        |          |          |
| Összesen     | Összesen | 41        | 0         | 0     | 0    | 0      | 0      | 41       | 0        |          |
| FSV Mainz    |          |           |           |       |      |        |        |          |          |          |
| 2015–16      | 0        | 0         | 0         | 0     | 0    | 0      | 0      | 0        |          |          |
| Összesen     | Összesen | 0         | 0         | 0     | 0    | 0      | 0      | 0        | 0        |          |
| Összesen     | Összesen | 41        | 0         | 0     | 0    | 0      | 0      | 41       | 0        |          |